# Saturn-Award-Verleihung 2003
Die 29. Saturn-Award-Verleihung fand am 18. Mai 2003 statt. 
Erfolgreichste Produktionen mit je vier Auszeichnungen wurden Minority Report und Der Herr der Ringe: Die zwei Türme.

## Nominierungen und Gewinner

### Film
| Kategorie                               | Preisträger                                  | Film                                                                               | Nominierungen |
| --------------------------------------- | -------------------------------------------- | ---------------------------------------------------------------------------------- | --- |
| Bester Science-Fiction-Film             |                                              | Minority Report                                                                    | Men in Black II Signs – Zeichen Solaris Star Trek: Nemesis Star Wars: Episode II – Angriff der Klonkrieger |
| Bester Horrorfilm                       |                                              | Ring                                                                               | Blade II Arac Attack – Angriff der achtbeinigen Monster Dämonisch Königin der Verdammten Resident Evil |
| Bester Fantasyfilm                      |                                              | Der Herr der Ringe: Die zwei Türme                                                 | Harry Potter und die Kammer des Schreckens Die Herrschaft des Feuers Santa Clause 2 – Eine noch schönere Bescherung The Scorpion King Spider-Man |
| Bester Action-/Adventure-/Thriller-Film |                                              | Road to Perdition                                                                  | Die Bourne Identität Stirb an einem anderen Tag One Hour Photo Roter Drache xXx – Triple X |
| Bester Animationsfilm                   |                                              | Chihiros Reise ins Zauberland                                                      | Ice Age Lilo & Stitch Der Schatzplanet |
| Beste Regie                             | Steven Spielberg                             | Minority Report                                                                    | Bill Paxton für Dämonisch Chris Columbus für Harry Potter und die Kammer des Schreckens Peter Jackson für Der Herr der Ringe: Die zwei Türme Sam Raimi für Spider-Man George Lucas für Star Wars: Episode II – Angriff der Klonkrieger |
| Bestes Drehbuch                         | Scott Frank Jon Cohen                        | Minority Report                                                                    | Brent Hanley für Dämonisch Hillary Seitz für Insomnia – Schlaflos Fran Walsh, Philippa Boyens, Stephen Sinclair & Peter Jackson für Der Herr der Ringe: Die zwei Türme Mark Romanek für One Hour Photo Hayao Miyazaki, Cindy Davis Hewitt & Donald H. Hewitt für Chihiros Reise ins Zauberland |
| Beste Spezialeffekte                    | Rob Coleman Pablo Helman John Knoll Ben Snow | Star Wars: Episode II – Angriff der Klonkrieger                                    | Jim Mitchell, Nick Davis, John Richardson & Bill George für Harry Potter und die Kammer des Schreckens Jim Rygiel, Joe Letteri, Randall William Cook & Alex Funke für Der Herr der Ringe: Die zwei Türme Scott Farrar, Henry LaBounta, Michael Lantieri & Nathan McGuinness für Minority Report John Dykstra, Scott Stokdyk, Anthony LaMolinara & John Frazier für Spider-Man Joel Hynek, Matthew E. Butler, Sean Andrew Faden & John Frazier für xXx – Triple X |
| Beste Musik                             | Danny Elfman                                 | Spider-Man                                                                         | Howard Shore für Der Herr der Ringe: Die zwei Türme John Williams für Minority Report Reinhold Heil & Johnny Klimek für One Hour Photo Joe Hisaishi für Chihiros Reise ins Zauberland John Williams für Star Wars: Episode II – Angriff der Klonkrieger |
| Bestes Kostüm                           | Ngila Dickson Richard Taylor Trisha Biggar   | Der Herr der Ringe: Die zwei Türme Star Wars: Episode II – Angriff der Klonkrieger | Deena Appel für Austin Powers in Goldständer Lindy Hemming für Harry Potter und die Kammer des Schreckens Deborah Lynn Scott für Minority Report Bob Ringwood für Star Trek: Nemesis |
| Bestes Make-Up                          | Peter Owen Peter Swords King                 | Der Herr der Ringe: Die zwei Türme                                                 | Michelle Taylor, Gary Matanky, Bob Newton & Mark Boley für Blade II Nick Dudman & Amanda Knight für Harry Potter und die Kammer des Schreckens Michèle Burke & Camille Calvet (K.N.B. EFX Group Inc.) für Minority Report Rick Baker, Jean Ann Black & Bill Sturgeon für Ring Michael Westmore für Star Trek: Nemesis |
| Bester Hauptdarsteller                  | Robin Williams                               | One Hour Photo                                                                     | Pierce Brosnan für Stirb an einem anderen Tag Viggo Mortensen für Der Herr der Ringe: Die zwei Türme Tom Cruise für Minority Report George Clooney für Solaris Tobey Maguire für Spider-Man |
| Beste Hauptdarstellerin                 | Naomi Watts                                  | Ring                                                                               | Jodie Foster für Panic Room Milla Jovovich für Resident Evil Natascha McElhone für Solaris Kirsten Dunst für Spider-Man Natalie Portman für Star Wars: Episode II – Angriff der Klonkrieger |
| Bester Nebendarsteller                  | Andy Serkis                                  | Der Herr der Ringe: Die zwei Türme                                                 | Toby Stephens für Stirb an einem anderen Tag Robin Williams für Insomnia – Schlaflos Max von Sydow für Minority Report Ralph Fiennes für Roter Drache Tom Hardy für Star Trek: Nemesis |
| Beste Nebendarstellerin                 | Samantha Morton                              | Minority Report                                                                    | Halle Berry für Stirb an einem anderen Tag Connie Nielsen für One Hour Photo Emily Watson für Roter Drache Rachel Roberts für S1m0ne Sissy Spacek für Bis in alle Ewigkeit |
| Bester Nachwuchsschauspieler            | Tyler Hoechlin                               | Road to Perdition                                                                  | Jeremy Sumpter für Dämonisch Daniel Radcliffe für Harry Potter und die Kammer des Schreckens Elijah Wood für Der Herr der Ringe: Die zwei Türme Hayden Christensen für Star Wars: Episode II – Angriff der Klonkrieger Alexis Bledel für Bis in alle Ewigkeit |

### Fernsehen
| Kategorie                             | Preisträger     | Film                         | Nominierungen |
| ------------------------------------- | --------------- | ---------------------------- | --- |
| Beste Fernsehpräsentation             |                 | Taken                        | Dinotopia Haus der Verdammnis Carrie Lathe of Heaven Die Schneekönigin |
| Beste Network-Fernsehserie            |                 | Alias – Die Agentin          | Angel – Jäger der Finsternis Buffy – Im Bann der Dämonen Star Trek: Enterprise Smallville Twilight Zone                                                                                              |
| Beste Syndication-/Kabel-Fernsehserie |                 | Farscape                     | Andromeda Dead Zone Jeremiah – Krieger des Donners Mutant X Stargate – Kommando SG-1 |
| Bester TV-Hauptdarsteller             | David Boreanaz  | Angel – Jäger der Finsternis | Anthony Michael Hall für Dead Zone Scott Bakula für Star Trek: Enterprise Ben Browder für Farscape Tom Welling für Smallville Richard Dean Anderson für Stargate – Kommando SG-1                     |
| Beste TV-Hauptdarstellerin            | Jennifer Garner | Alias – Die Agentin          | Charisma Carpenter für Angel – Jäger der Finsternis Sarah Michelle Gellar für Buffy – Im Bann der Dämonen Claudia Black für Farscape Kristin Kreuk für Smallville Emily Bergl für Taken              |
| Bester TV-Nebendarsteller             | Victor Garber   | Alias – Die Agentin          | Alexis Denisof für Angel – Jäger der Finsternis James Marsters für Buffy – Im Bann der Dämonen Connor Trinneer für Star Trek: Enterprise John Glover für Smallville Michael Rosenbaum für Smallville |
| Beste TV-Nebendarstellerin            | Alyson Hannigan | Buffy – Im Bann der Dämonen  | Amy Acker für Angel – Jäger der Finsternis Michelle Trachtenberg für Buffy – Im Bann der Dämonen Jolene Blalock für Star Trek: Enterprise Heather Donahue für Taken Dakota Fanning für Taken         |

### Homevideo
| Kategorie                                        | Preisträger | Film                                                                 | Nominierungen |
| ------------------------------------------------ | ----------- | -------------------------------------------------------------------- | --- |
| Beste DVD-Veröffentlichung                       |             | Dog Soldiers                                                         | Dagon Box-Set Der Glöckner von Notre Dame 2 Robotic Angel Spuren in den Tod John Carpenter’s Vampires: Los Muertos                                                                                   |
| Beste DVD-Veröffentlichung eines Klassikers      |             | E.T. – Der Außerirdische (für das Ultimate Gift Set)                 | Zurück in die Zukunft Box-Set Die Schöne und das Biest für die Special Edition Das große Rennen rund um die Welt Near Dark – Die Nacht hat ihren Preis Star Trek II: Der Zorn des Khan               |
| Beste DVD-Veröffentlichung einer Special-Edition |             | Der Herr der Ringe: Die Gefährten (für die Special Extended Version) | A.I. – Künstliche Intelligenz Memento Minority Report Die Monster AG Star Wars: Episode II – Angriff der Klonkrieger                                                                                 |
| Beste DVD-Veröffentlichung einer Fernsehserie    |             | Raumschiff Enterprise: Das nächste Jahrhundert (für Staffel 1–7)     | Babylon 5 (für Staffel 1) Buffy – Im Bann der Dämonen (für Staffel 1–2) Highlander (für Staffel 1) Outer Limits – Die unbekannte Dimension Akte X – Die unheimlichen Fälle des FBI (für Staffel 5–6) |

### Ehrenpreise
| Kategorie                                           | Preisträger                           | Film                                                     | Nominierungen |
| --------------------------------------------------- | ------------------------------------- | -------------------------------------------------------- | --- |
| Cinescape Genre Face of the Future Award (männlich) | Nathan Fillion                        | Firefly – Der Aufbruch der Serenity                      | Shawn Ashmore für X-Men 2 Eric Balfour für Michael Bay’s Texas Chainsaw Massacre, Veritas: The Quest Eric Bana für Hulk Shane West für Die Liga der außergewöhnlichen Gentlemen                  |
| Cinescape Genre Face of the Future Award (weiblich) | Emma Caulfield                        | Der Fluch von Darkness Falls Buffy – Im Bann der Dämonen | Sarah Wynter für 24, The 6th Day Rosamund Pike für Stirb an einem anderen Tag Monica Bellucci für Matrix Reloaded, Matrix Revolutions Kristanna Loken für Terminator 3 – Rebellion der Maschinen |
| Special Award                                       | Bob Weinstein Harvey Weinstein        |                                                          | |
| Filmmaker’s Showcase Award                          | Bill Paxton                           |                                                          | |
| Life Career Award                                   | Sid Krofft, Marty Krofft Kurt Russell |                                                          | |
| President’s Award                                   | James Cameron                         |                                                          | |